# 柏市消防局
柏市消防局（かしわししょうぼうきょく）は、千葉県柏市の消防部局（消防本部）。管轄地域は柏市全域。

## 沿革
- 1958年2月1日　柏市消防本部を設置する。
  - 7月　消防庁舎を移転新設し、柏市消防署を設置する。
- 1959年8月　救急自動車を配備し、救急業務を開始する。
- 1962年1月　第1出張所を設置する。
  - 3月　消防本部庁舎を新築する。
- 1965年11月　屈折はしご付消防自動車を配備する。
- 1966年12月　第2出張所を設置する。
- 1967年12月　第3出張所を設置する。
- 1968年12月　化学消防自動車を配備する。
- 1969年7月　消防本部に課制を導入する。
- 1971年3月　第4出張所を設置する。
- 1973年3月　救助工作車を配備する。
  - 5月　第1出張所を旭町分署に、第2出張所を増尾分署に、第3出張所を根戸分署に、第4出張所を大室分署に改称する。
  - 11月　40メートル級はしご付消防自動車を配備する。
- 1974年10月　東葛飾郡沼南町が救急業務を開始する。
- 1975年5月　沼南町が消防業務を開始する。
- 1976年9月　消防艇を配備する。
- 1978年4月　柏市消防音楽隊が発足する。
- 1979年9月1日　消防本部・消防署庁舎の移転新設に伴い、西部消防署を設置し、2署体制となる。柏市消防署を東部消防署に改称する。
- 1980年2月　高発泡車を配備する。
  - 4月1日　沼南町が沼南町消防本部・沼南町消防署を設置する。24メートル級はしご付き消防自動車を配備する。
- 1981年11月　沼南町が化学消防自動車を配備する。
- 1984年9月　光ケ丘分署を設置する。
- 1986年4月　高柳分署を設置する。
- 1990年12月　西原分署を設置する。
- 1991年4月1日　旭町分署が旭町消防署に昇格し、3署体制となる。
- 1994年2月　高規格救急自動車を配備する。
- 1995年4月　増尾分署が移転新築し、逆井分署に改称する。
- 1997年4月　消防指令センターを新設する。
- 2004年10月23日 新潟県中越地震に緊急消防援助隊を派遣した。
- 2005年3月28日　沼南町の編入に伴い、沼南町消防本部を柏市消防本部に統合する。沼南町消防署は沼南消防署となり4署体制となる。
- 2008年4月1日　柏市消防本部を柏市消防局に改称する。
- 2009年6月29日　根戸分署が移転新築し、富勢分署に改称する。
- 2010年2月1日　高度救助隊（愛称：KART）を発足し、西部消防署に配属する。
  - 2月16日　消防指令センターに高機能消防通信指令システムを導入し、我孫子市の消防通信指令業務の共同運用を開始する。
- 2011年3月14日　東北地方太平洋沖地震に伴う東日本大震災に緊急消防援助隊を派遣した。
- 2015年9月11日　平成27年9月関東・東北豪雨災害（茨城県常総市）に緊急消防援助隊を派遣した。
- 2021年2月1日　千葉北西部消防指令センター（松戸市消防局内）に通信指令業務を委託[1]

【参考文献：柏市消防年報 平成20年刊行（柏市消防局）】

## 組織
- 本部
  - 総務課
  - 企画統制課
  - 予防課－査察調査室
  - 警防課－安全管理室、指令センター
  - 救急課
- 消防署

## 消防・救助車両等
- 消防ポンプ自動車：7
- 水槽付消防ポンプ自動車：7
- 化学消防自動車：2
- はしご付消防自動車：3
- 屈折はしご付消防ポンプ自動車:1
- 小型動力ポンプ付水槽車：1
- 救助工作車：3
- 排煙高発泡車：1
- 空気充填車：1
- 高規格救急自動車：13
- 指揮車：6
- 火災原因調査車：1
- 支援車：1
- 広報車：24
- 軽可搬ポンプ付積載車：1
- 燃料補給車：1
- 地震体験車：1
- 資材搬送車：2
- 人員輸送車：1
- バス：1
- ボートトレーラ：5
- 消防団車両:44

非常用
- 水槽付消防ポンプ自動車:1
- 消防ポンプ自動車:1
- 高規格救急車:4

令和4年刊行柏市消防年報より

## 消防署
| 消防署     | 住所            | 分署                                        |
| ---------- | --------------- | ------------------------------------------- |
| 西部消防署 | 松葉町7-16-7    | 富勢：布施764 たなか：船戸1382-6東33街区4-1 |
| 東部消防署 | 中央2-10-3      | 逆井：逆井1444-10 光ケ丘：東中新宿4-4-25    |
| 旭町消防署 | 篠籠田944-1     | 西原：十余二155-18                          |
| 沼南消防署 | 大津ヶ丘1-56-12 | 高柳：高柳826-5 手賀 : 柳戸511-10           |